# McDonald Mariga
McDonald Mariga Wanyama (/mɨkˈdɒnʌld mɑˈriːgɑ wɑˈŋɑmɑ/; sinh ngày 4 tháng 4 năm 1987) là cầu thủ bóng đá chuyên nghiệp người Kenya thi đấu ở vị trí tiền vệ phòng ngự. Người em trai của anh - Victor Wanyama cũng là cầu thủ bóng đá chuyên nghiệp, hiện đang thi đấu tại giải bóng đá nhà nghề Mỹ cho CLB Montreal Impact.
Mariga làm nên lịch sử khi là cầu thủ bóng đá Kenya đầu tiên chơi tại giải UEFA Champions League ngày 16 tháng 3 năm 2010.